# Mito degli agricoltori

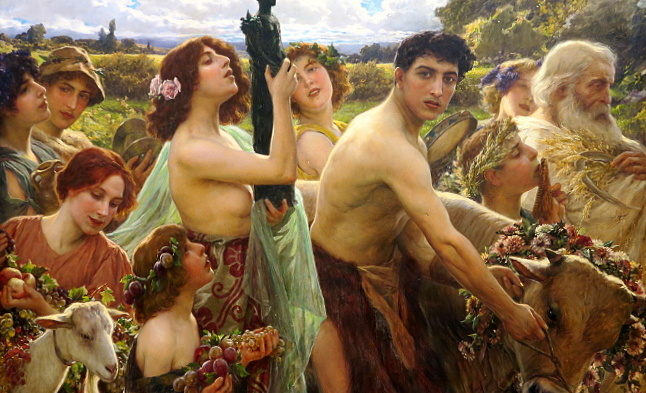
"Ave natura", 1910, opera di Cesare Saccaggi che rappresenta una processione romana a Proserpina, dea dei raccolti.

Il mito degli agricoltori nasce intorno al VII-VIII millennio prima di Cristo quando si trovano già ampie testimonianze di quell'età che venne chiamata l'età dell'agricoltura e che significò, per la storia dell'umanità, un grande progresso. Ma, anche in questo periodo - come nel periodo della caccia - la natura continuava a mantenere per l'uomo un gran numero di segreti e solo attraverso il mito l'uomo può ordinare il suo mondo, può trovare una logica per quello che accade. In questo periodo, rispetto all'età della caccia, lo scenario mitico cambia profondamente anche se i miti della caccia non scompaiono, anzi, finiscono per sovrapporsi a volte a quelli degli agricoltori.

## La Madre Terra
Secondo i popoli amerindi gli uomini sono stati generati dalla terra e per molto tempo, prima di salire al mondo, sono vissuti nelle viscere della terra. Gli indiani Pueblo che vivevano nel sud-ovest dell'America settentrionale, tra le Montagne Rocciose e l'Altopiano del Colorado narravano che:
"Le due sorelle che generarono l'umanità vivevano originariamente sotto terra. Quando furono adulte, lo spirito Tschtinako regalò loro due panieri pieni di semi e di piccole immagini di tutti gli animali che dovevano popolare il mondo. Esse dunque piantarono sotto terra il seme dell'albero, la "nye", e questi crebbe tanto da fare un buco attraverso la terra.
Ma il buco non era abbastanza grande perché esse potessero passare e uscire alla luce.
Così le due sorelle presero dal paniere l'immagine del tasso, lo resero vivente, gli ordinarono di allargare il buco. Crearono poi la cavalletta, affinché levigasse il buco, ma le ordinarono di non andare sulla terra. Però, dopo aver terminato il suo lavoro, la cavalletta uscì sulla terra.
Al suo ritorno le due sorelle le domandarono se fosse andata fuori e la cavalletta per tre volte mentì, dicendo di non aver visto il mondo.
La quarta volta la cavalletta fu costretta a dire la verità e allora le due sorelle dissero: „Anche tu verrai con noi sulla terra, ma la tua dimora per punizione sarà nel suolo, vi ritornerai ogni anno quando la stagione sarà cattiva. Morrai e rinascerai ad ogni stagione...”"
Tra i miti che si riferiscono all'agricoltura vi è un antico mito greco secondo cui in principio la Nux (la Notte), fecondata dal vento, depose il suo uovo nell'immenso grembo dell'oscurità e dall'uovo subito balzò fuori Eros e, dopo di lui, la Terra e il Cielo.
Si conosce però un'altra versione di questo mito. Nell'VIII secolo a.C. un poeta di origine contadina, Esiodo, narrava che:
"Prima era il Caos, poi Gea, la Terra, dall'ampio seno, solida ed eterna sede di tutte le divinità che abitavano l'Olimpo. Gea, prima di ogni altra cosa, partorì un essere uguale a sé, il cielo stellato, Urano, affinché questi l'abbracciasse interamente e fosse sede eterna dei beati. Essa partorì, poi, le grandi montagne, nelle cui valli dimorarono volentieri le Ninfe. Infine diede alla luce il mare deserto e spumeggiante, e tutto ciò creò da sola, senza accoppiamento".
Nel racconto di Esiodo non appare più l'immagine dell'uovo e di Eros e anche il cielo stellato è posto in secondo piano e splende, su ogni immagine mitica, quella della terra perché il mito di Esiodo era sicuramente nato in ambiente contadino. I greci, del resto, traevano il culto di Gea, Dea della terra, da una mitologia indo-europea molto antica.
L'enorme diffusione della radice indo-europea Go/Ge, la terra, testimonia la sacralità che dovette ben presto accompagnare quest'immagine e, quindi, il suo nome. Questa radice si ritrova non solo in Grecia (Ge, terra, Georgos, contadino), ma anche nella lingua dell'antico Egitto (Geb, terra), e la radice appare anche nelle lingue moderne, e non solo quelle derivate dal latino, ma anche nelle lingue slave, come il russo Gorod (città), God (anno), Godmost (abilità).
Nelle grandi civiltà che precedettero la civiltà greca la terra era già adorata come Grande Madre creatrice e protettrice. In Mesopotamia la terra, Ki, era anche chiamata Nin-tu, la signora che procrea, e Niz-zi-gal-dim-me, colei che foggia ogni cosa in cui palpita il soffio della vita.
La certezza che la terra sia animata e viva è diffusa presso molti popoli.
Nell'America settentrionale, sulla costa del nord del Pacifico, gli indiani Salishan raccontavano che:
"La terra era una volta un essere umano, ed ancora oggi è vivente. Ma è stata trasformata e non possiamo vederla. Eppure ha gambe, braccia, una testa, un cuore, carne, ossa e sangue. Il suolo è la sua pelle; gli alberi e le piante i suoi capelli, le rocce le ossa ed il vento il suo respiro".
In una fase successiva del mito, si sostituiscono spesso alla Grande Madre Terra divinità particolari dei prodotti della natura. In Grecia, ad esempio, alla Dea Gea subentrò Demetra la Madre dei cereali e presso altri popoli si trovano la Madre del granoturco, la Madre del riso, la Madre del mais.
Nel mondo mitico dell'agricoltura il mistero della nascita, della vegetazione si associa al mistero della nascita della vita e il campo che germoglia evoca l'immagine della donna che concepisce il frutto del suo ventre.
I contadini vietnamiti cantavano una dolce canzone allo spirito del riso perché offrisse loro un raccolto abbondante:
"Spirito del riso /
padre di tutti gli uomini /
le acque ti diano la forza /
il sole la bellezza /
ti accarezzi il vento /
vieni a noi più forte /
più bello /
più dolce dell'anno passato /
nutri i tuoi figli /
e sempre noi ti rispetteremo e ti ameremo /
come ti rispettarono e ti amarono i nostri padri /
Vieni spirito del riso e mostraci la tua benevolenza"
A volte le divinità che rappresenta la Madre Terra, o la Madre del mais, del granoturco, del riso, assume attributi d'animali. La stessa Demetra era rappresentata a volte come un cavallo, a volte come un maiale creandosi in questo modo delle sovrapposizioni di orizzonti mitici.
Il contadino non conosce i misteri della terra e la sua impotenza nei suoi confronti lo spaventa, ma se la terra è animata, se uno spirito governa la crescita di ogni pianta, allora egli può in qualche modo intervenire su questo processo pregando lo spirito. Lo spirito mitico gli permette così di partecipare alla vita della natura e di aiutarla.
Poiché la forza vitale risiede nella terra dalla quale hanno origine tutte le cose, l'uomo primitivo ritiene l'agricoltura un "sacrilegio", una violenza compiuta sul corpo della propria madre.
Shomalla, un vecchio profeta indiano, capo della tribù Wanapum nelle pianure del Nord-America, resistette fino alla morte all'insistenza dei bianchi che lo volevano obbligare a lavorare la terra:
"Mi chiedete di lavorare il terreno? Potrei forse prendere il coltello per conficcarlo nel seno di mia madre? Se lo facessi ella non mi accoglierebbe più nel suo seno quando sarò morto. Volete che vanghi e scavi le pietre? Potrei forse scavare le carni di mia madre fino alle ossa? non potrei più entrare allora nel suo corpo per resuscitare a nuova vita. Volete che tagli l'erba ed il fieno per venderlo, per arricchirmi come fanno i bianchi? Ma potrei forse tagliare i capelli di mia madre?"

### Mangiare la propria madre
I popoli indiani dell'America settentrionale fondarono sempre la loro economia principalmente sulla caccia e dopo la conquista bianca si rifiutarono con tutte le loro forze di dedicarsi alla coltivazione dei campi.
Per lungo tempo le grandi pianure dell'America settentrionale permisero, prima dell'arrivo dei bianchi, ad una popolazione non troppo numerosa, di vivere di caccia.
Ma in alcune aree mediterranee, alcune regioni dell'Asia e del sud-America gli uomini furono costretti ogni anno a compiere il "sacrilegio" di ferire la propria Madre Terra per sopravvivere.
In questi casi il pensiero mitico riuscì a conciliare la devozione per la divinità della terra e la sua "profanazione".

### I sacrifici alla Madre Terra
Ma se la terra offriva i suoi frutti all'uomo, l'uomo doveva ricompensarla e ricambiare il dono attraverso un sacrificio, molto spesso umano.
L'etnologo inglese James Georges Frazer ha studiato a fondo questo aspetto del comportamento e della mentalità primitiva e ci ha lasciato nella sua opera maggiore, Il ramo d'oro, una preziosa raccolta di documenti.
Frazer riporta molti casi di sacrifici umani tra i quali, come esempio, si ricorda il sacrificio di esseri umani fatto dai Messicani allo spirito del granoturco che sceglievano le vittime facendo corrispondere la loro età all'età del granoturco.
Nel periodo della semina sacrificavano bambini appena nati e quando il granoturco cominciava a crescere sacrificavano giovanetti, quando il granoturco era maturo, uomini ed infine, al momento della mietitura i vecchi.
In questo modo essi credevano di ricompensare lo spirito della pianta, per quello che essa dava loro, con un equivalente pagato in vite umane.
Gli antichi messicani credevano che, facendo sacrifici nel modo giusto, lo spirito del granoturco non si sarebbe offeso se gli uomini lo avevano sradicato dalla Madre Terra.
Un altro terribile sacrificio umano offerto alla Madre Terra per assicurarsi un buon raccolto è quello che ogni anno, durante la primavera, si celebrava presso i Khond del Bengala, nel sud-est della penisola indiana.
I sacrifici venivano offerti alla Dea della Terra, Tari Pennu:
"Il modo di eseguire questi sacrifici -racconta Frazer- era il seguente: dieci o dodici giorni prima la vittima era consacrata col taglio dei capelli che fino ad allora teneva lunghi. La si spalmava di oli, di burro fuso e la si adornava di fiori; per tutto il giorno che precedeva il sacrificio le si offriva una speciale riverenza non facile a distinguersi dalla adorazione. La folla danzava intorno alla vittima designata a suon di musica e, rivolgendosi alla terra, diceva: "O Dio, a te offriamo questo sacrificio, dacci un buon raccolto, belle stagioni e salute". Il giorno dopo si compiva il sacrificio... Le carni della vittima venivano lacerate e il rappresentante di ogni villaggio si impossessava di una parte del suo corpo. Tornato al villaggio divideva la porzione di carne che era riuscito ad ottenere fra i diversi capi-famiglia e ogni famiglia seppelliva nel proprio campo la sua porzione, pregando la Dea Tari Pennu di accettare quel dono in cambio di un futuro buon raccolto".
Anche fra i boschi che ricoprivano i colli di Roma avvenivano sacrifici umani.
E siamo a conoscenza di riti compiuti ad Atene e a Roma in onore del dio Dioniso o Bacco, conosciuto come il dio delle viti, dispensatore di buone vendemmie e di buon vivo che in origine era un dio dell'agricoltura.
In suo onore si sacrificavano animali, il cui sangue e le cui carni venivano poi sparse in tutti i campi e questi animali, prima di essere sacrificati venivano trattati come se si trattasse di uomini, li si copriva con indumenti umani, li si ungeva con gli oli e con i grassi con cui erano soliti profumarsi i giovani prima delle feste.

## La morte e la resurrezione del Dio
L'uomo primitivo, che non conosceva le leggi che governano il succedersi delle stagioni e che vedeva ogni anno con timore i suoi semi coperti dal gelo dell'inverno, sentì il bisogno, attraverso il pensiero mitico, di imporre un suo ordine all'alternarsi della vita e della morte nella natura.
Egli si raffigurava la vita e la morte della vegetazione come gli effetti della potenza di esseri divini che nascevano, ma poi morivano e per questo faceva cerimonie, innalzava preghiere, cantava inni, per aiutare il dio a rinascere.
Nell'area mediterranea abitata in prevalenza da popoli dediti all'agricoltura, troviamo spesso un dio che muore per poi risorgere.
Le popolazioni dell'Asia occidentale conoscevano questo dio con il nome di Tammuz, Osiride, Adone o Attis, e da esso il culto si trasmise in seguito ai Greci e ai Romani.
I miti intorno alla figura di questo dio della vegetazione hanno un andamento assai semplice e regolare, composto da due tempi.
In un primo tempo si racconta della morte del dio, della sua discesa agli inferi, del suo rapimento o, in ogni caso, della sua scomparsa. La natura, abbandonata dal dio, deperisce e il gelo della morte sembra vincere tutte le cose.
In un secondo tempo si narra invece la resurrezione del dio e la gioia della natura che, per la felicità, ritorna a vivere.
In Babilonia si narrava che Tammuz, il dio della vegetazione, fosse morto e che la sua divina amante disperata fosse scesa in cerca di lui nel regno degli inferi. Durante la loro assenza tutto deperiva e la vita sulla terra era minacciata dall'estinzione. Allora il dio supremo, Ea, vedendo l'opera della sua creazione andare in rovina, inviò un messaggero nelle regioni infernali per convincere Allatu, la regina degli inferi, a liberare Tammuz e la sua amante. Quando i due ritornarono nel mondo superiore tutta la natura riprese a vivere.

## Demetra e Proserpina
La struttura di questo mito è molto simile alla struttura del mito romano di Demetra e Proserpina. In questo mito Demetra vaga alla ricerca della figlia Proserpina, rapita da Plutone, e trasportata negli inferi. Per nove giorni Demetra non pensa che a cercare la propria figlia, non mangia, non dorme e "fa sonare l'aere di lamenti".
Durante l'assenza di Demetra la terra diventa sterile, le fonti si disseccano, le piante appassiscono, e gli animali cadono morti nei solchi. Giove teme allora che la razza dei mortali si estingua e manda Mercurio, ambasciatore degli dei, per ottenere la restituzione di Proserpina.
Il re degli Inferi accondiscende alla richiesta di Giove, ma ad una condizione: ogni anno Proserpina dovrà tornare per quattro mesi negli inferi a vivere con lui. Per otto mesi sulla terra splenderà la luce di Demetra e Proserpina, per quattro mesi, quando Proserpina scenderà negli Inferi, sulla terra sembrerà scendere l'ombra della morte.
La natura muore perché la potenza del dio della vegetazione l'ha abbandonata e ogni anno si ripetevano scene di dolore e di lutto.
Quando l'imperatore Giuliano fece il suo ingresso alla testa delle legioni romane in Antiochia, uno dei centri più ricchi d'Oriente, trovò la città immersa nel lutto per la morte di Adone. Nelle strade le donne elevavano il loro grido di dolore e ovunque vi erano segni di lutto, non vi erano mercati, né commerci e, in molte case, si osservava un rigoroso digiuno.
Ad Alessandria d'Egitto, verso la fine dell'inverno le donne vestivano a lutto e in processione, urlando il loro dolore, e portavano sulla spiaggia la statua del dio morto e lo gettavano nelle onde.
Scene simili avvenivano ogni anno nelle città dei Fenici, dove i fedeli del dio si battevano il corpo, si radevano la testa e rimanevano per alcuni giorni digiuni in segno di lutto.
In Grecia le donne preparavano vasi pieni di terra in cui seminavano ogni tipo di pianta e il giorno in cui si celebrava la mitica morte del dio gettavano questi vasi e le statuette del dio in mare.
Si conoscono con molta precisione i rituali che si svolgevano a Roma, a partire dal III secolo dopo Cristo, per la morte e la resurrezione del dio. Le celebrazioni iniziavano il 22 marzo. Quel giorno si tagliava il pino, simbolo del dio, se ne fasciava il tronco con sacre bende di lana, lo si ornava di viole e sulla sua sommità si ponevano le effigi del dio giovanetto. Il 24 marzo iniziavano le cerimonie funebri. Il grande sacerdote di Attis, l'archigallo, subito imitato da altri sacerdoti, si tagliava le carni con cocci e si lacerava la pelle con pugnali per spargere sull'albero-sacro il sangue che usciva dalle ferite. Gli uomini che seguivano la scena, iniziavano una danza frenetica e nell'eccitazione sguainavano le spade per ferirsi come l'achigallo.
Ma quando scendeva la notte, il dolore si tramutava in gioia. Il dio era risorto e il giorno seguente a Roma si celebravano le feste chiamate Hilaria e per le strade vi erano cortei gioiosi.
Anche in questo caso, molti indizi fanno pensare che in tempi più remoto, forse prima che il culto arrivasse dalla Frigia, sua terra d'origine, al posto del pino sull'altare di Attis fosse sacrificato il suo sacerdote ed era il suo corpo che le sacre bende avvolgevano ed era il suo sangue a versarsi sull'altare.